# Sofie Gråbøl
Sofie Gråbøl (AFI: [soˈfiˀə ˈkʁʌpøl]) (Frederiksberg, 30 luglio 1968) è un'attrice danese.

## Biografia
Ha lavorato prevalentemente in produzioni danesi, fin dalla seconda metà degli anni ottanta, recitando in carriera in diverse pellicole dirette da celebri registi del suo paese, quali Henning Carlsen, Ole Bornedal, Susanne Bier e Lars von Trier. È nota al grande pubblico per essere la protagonista femminile di due serie televisive di successo degli ultimi anni, quali The Killing (2007-2012, dove veste i panni del detective Sarah Lund) e Fortitude (2015, dove recita nel ruolo della governatrice Hildur Odegard). In particolare The Killing è una serie che ha avuto notevole successo internazionale dopo il remake statunitense del 2011: per la sua interpretazione, la Gråbøl ha ottenuto diversi premi, tra cui una nomination all'Emmy Award (2008) e un BAFTA Award, vinto nel 2011 e condiviso col resto del cast principale.

## Filmografia parziale

### Cinema
- Oviri (Direktøren for det hele), regia di Henning Carlsen (1986)
- Il tocco della mano (Dotknięcie ręki), regia di Krzysztof Zanussi (1992)
- Il guardiano di notte (Nattevagten), regia di Ole Bornedal (1994)
- Forventninger, regia di Krzysztof Zanussi, episodio del film Danske piger viser alt (1996)
- Den eneste ene, regia di Susanne Bier (1999)
- Il grande capo (Direktøren for det hele), regia di Lars von Trier (2006)
- La casa di Jack (The House That Jack Built), regia di Lars von Trier (2018)

### Televisione
- The Killing – serie TV, 40 episodi (2007-2012)
- The Killing – serie TV, episodio 2x02 (2012)
- Fortitude – serie TV, 23 episodi (2015-2018)
- Den anden verden – serie TV, 9 episodi (2016)
- Liberty – miniserie TV, 5 puntate (2018)
- Gentleman Jack - Nessuna mi ha mai detto di no (Gentleman Jack) – serie TV, episodio 1x08 (2019)
- The Undoing - Le verità non dette (The Undoing) – miniserie TV, 3 puntate (2020)

## Riconoscimenti
Sofie Gråbøl ha ottenuto in carriera:
- 5 Premi Robert;
- 2 Bodil Awards;
- BAFTA Award (cast di The Killing) (2011)
- Candidatura all'Emmy Award (2008)

## Doppiatrici italiane
Nelle versioni in italiano delle opere in cui ha recitato, Sofie Gråbøl è stata doppiata da:
- Laura Lenghi in The Killing (Danimarca), Fortitude
- Roberta Pellini ne Il guardiano di notte
- Monica Ward ne Il grande capo
- Daniela Calò in The Killing (USA)
- Francesca Fiorentini in The Undoing - Le verità non dette
- Antonella Giannini in Gentleman Jack - Nessuna mi ha mai detto di no